# 遠藤啄郎
遠藤 啄郎（えんどう たくお、1928年12月4日 - 2020年2月7日）は、日本の劇作家・演出家・舞台用の仮面作成者。横浜ボートシアター代表。本名は遠藤 琢郎。

## 人物・来歴
- 1928年、神奈川県平塚に生まれ、甲府、若松、東京、北海道旭川にて育つ。[2]。
- 1952年、東京芸術大学油絵科卒業後、個展グループ展などで作品を発表[2]。五十嵐広三（のち政治家）らと、北海道アンデパンダン展でも活動[2]。
- 1959年頃より、ラジオ、オペラ、ミュージカル、舞踊、人形劇、演劇などの脚本ならびに演出家に転向。

舞台作品の日本国外での公演も多く、ヨーロッパ、アメリカ、アジアなど30都市におよぶ。
長期公演としてはパリのオルセイ劇場での、人と人形の劇「極楽金魚」の一ヶ月公演がある。
代表作の「小栗判官照手姫」は、Edinburgh FestivalやSibiu international theatre festivalにも招待される。
- 1972年、劇団・太陽の手を結成。
- 1981年、横浜の運河に浮ぶ木造船内を劇場とし、横浜ボートシアターを結成。
- 1983年、第18回紀伊国屋演劇賞受賞。
- 2001年、横浜文化賞受賞。
- その後、多摩美術大学映像演劇科、日本オペラ振興会、オペラ歌手育成部などで講師をつとめる。
- 2020年2月7日、急性腎不全のため死去[1]。91歳没。

## 代表作
- 「つげかいどう・よしはるむら・あざ…」つげ義春原作（芸術祭参加）1971年10月31日[3]
- 「小栗判官・照手姫」（第18回紀伊国屋演劇賞受賞）、
- 「マハーバーラタ・若きアビマニュの死」
- 「王サルヨの婚礼～魔縁の妃～」
- 「仮面の四季」（セゾン劇場特別公演）
- 「夏の夜の夢」（シアターコクーン、プロデュース公演）
- 「龍の子太郎」（青山劇場五周年記念）
- 「耳の王子」（横浜ボートシアター・インドネシア国立芸術大学共同作品）
- 「OGURIとTERUTE」（シアターχプロデュース ケイ・タケイとのコラボレーション作品）
- 「恋に狂ひて」（横浜ボートシアター　説経シリーズ第2弾）

## 著作
- 「極楽金魚」（フレーベル館）
- 写真集「横浜ボートシアターの世界」（リブロポート）、
- 脚本集「仮面の聲」（新宿書房）